# Кастелліно-Танаро
Кастелліно-Танаро (італ. Castellino Tanaro, п'єм. Castlin Tane) — муніципалітет в Італії, у регіоні П'ємонт,  провінція Кунео.
Кастелліно-Танаро розташоване на відстані близько 470 км на північний захід від Рима, 75 км на південь від Турина, 35 км на схід від Кунео.
Населення — 321 особа (2014).

## Демографія
Населення за роками:

Станом на 1 січня 2023 року в муніципалітеті офіційно проживало 9 іноземців з 6 країн, серед них 2 громадяни країн Євросоюзу та 1 громадянин України.

## Сусідні муніципалітети
- Чева
- Ільяно
- Лезеньо
- Марсалья
- Нієлла-Танаро
- Роашіо
- Рокка-Чильє